# アパートメント (2006年のアメリカ映画)
『アパートメント』（原題：Séance）は、2006年に公開されたマーク・L・スミス監督のアメリカ映画。日本では未公開。

## あらすじ
ある日、ローレンは学生寮で少女に出会うが、少女は一瞬にして姿を消した。調べてみると、かつてそのアパートは学生寮で、少女は40年前にエレベーター落下事故で死亡した住民であることが判明した。ローレンらは彼女のために降霊会を開くが…。

## キャスト
| 役名     | 俳優                     | 日本語吹替 |
| -------- | ------------------------ | ---------- |
| ローレン | キャンディス・エリクソン | 弓場沙織   |
| ディエゴ | A・J・ラマス             | 加瀬康之   |
| メリーナ | トリ・ホワイト           | 小松由佳   |
| グラント | ジョエル・ガイスト       | 岩田翼     |
| アリソン | ショーンタル・ルイス     | 桑島法子   |
| シド     | ジャック・ハンター       | 島香裕     |
| スペンス | エイドリアン・ポール     | 乃村健次   |

- その他の声の吹き替え：古宮吾一／榊原奈緒子／かぬか光明／片貝薫